# Franchevelle
Franchevelle est une commune française située dans le département de la Haute-Saône, la région culturelle et historique de Franche-Comté et la région administrative Bourgogne-Franche-Comté.

## Géographie

### Géologie et relief
Sur une superficie totale de 1 052 hectares (dont 401 hectares de bois), à 300 mètres d'altitude, Franchevelle occupe une zone vallonnée pleine de collines. Le territoire communal repose sur le bassin houiller stéphanien sous-vosgien.

### Hydrographie
Du nord-est au sud-est coule un petit ruisseau portant le nom de Lambier. Celui-ci va se jeter dans la Lanterne près de Citers. Quelques étangs sont répartis çà et là sur le territoire : La Maisonnette, Le Verret, l'étang de Corbenay et bien d'autres encore.

### Climat
Pour des articles plus généraux, voir Climat de la Bourgogne-Franche-Comté et Climat de la Haute-Saône.
En 2010, le climat de la commune est de type climat de montagne, selon une étude du Centre national de la recherche scientifique s'appuyant sur une série de données couvrant la période 1971-2000. En 2020, Météo-France publie une typologie des climats de la France métropolitaine dans laquelle la commune est exposée à un climat semi-continental et est dans la région climatique  Lorraine, plateau de Langres, Morvan, caractérisée par un hiver rude (1,5 °C), des vents modérés et des brouillards fréquents en automne et hiver.
Pour la période 1971-2000, la température annuelle moyenne est de 9,9 °C, avec une amplitude thermique annuelle de 17,3 °C. Le cumul annuel moyen de précipitations est de 1 163 mm, avec 13,1 jours de précipitations en janvier et 10,5 jours en juillet. Pour la période 1991-2020, la température moyenne annuelle observée sur la station météorologique de Météo-France la plus proche, « Luxeuil », sur la commune de Saint-Sauveur à 9 km à vol d'oiseau, est de 10,8 °C et le cumul annuel moyen de précipitations est de 977,3 mm. 
La température maximale relevée sur cette station est de 38,9 °C, atteinte le 25 juillet 2019 ; la température minimale est de −25,9 °C, atteinte le 16 janvier 1966,,.
Les paramètres climatiques de la commune ont été estimés pour le milieu du siècle (2041-2070) selon différents scénarios d'émission de gaz à effet de serre à partir des nouvelles projections climatiques de référence DRIAS-2020. Ils sont consultables sur un site dédié publié par Météo-France en novembre 2022.

## Urbanisme

### Typologie
Au 1er janvier 2024, Franchevelle est catégorisée commune rurale à habitat dispersé, selon la nouvelle grille communale de densité à sept niveaux définie par l'Insee en 2022.
Elle est située hors unité urbaine. Par ailleurs la commune fait partie de l'aire d'attraction de Lure, dont elle est une commune de la couronne,. Cette aire, qui regroupe 33 communes, est catégorisée dans les aires de moins de 50 000 habitants,.

### Occupation des sols
L'occupation des sols de la commune, telle qu'elle ressort de la base de données européenne d’occupation biophysique des sols Corine Land Cover (CLC), est marquée par l'importance des territoires agricoles (53 % en 2018), une proportion sensiblement équivalente à celle de 1990 (53,5 %). La répartition détaillée en 2018 est la suivante : 
forêts (41,2 %), prairies (36,7 %), zones agricoles hétérogènes (11,7 %), terres arables (4,5 %), zones urbanisées (2,9 %), eaux continentales (2,9 %). L'évolution de l’occupation des sols de la commune et de ses infrastructures peut être observée sur les différentes représentations cartographiques du territoire : la carte de Cassini (XVIIIe siècle), la carte d'état-major (1820-1866) et les cartes ou photos aériennes de l'IGN pour la période actuelle (1950 à aujourd'hui).

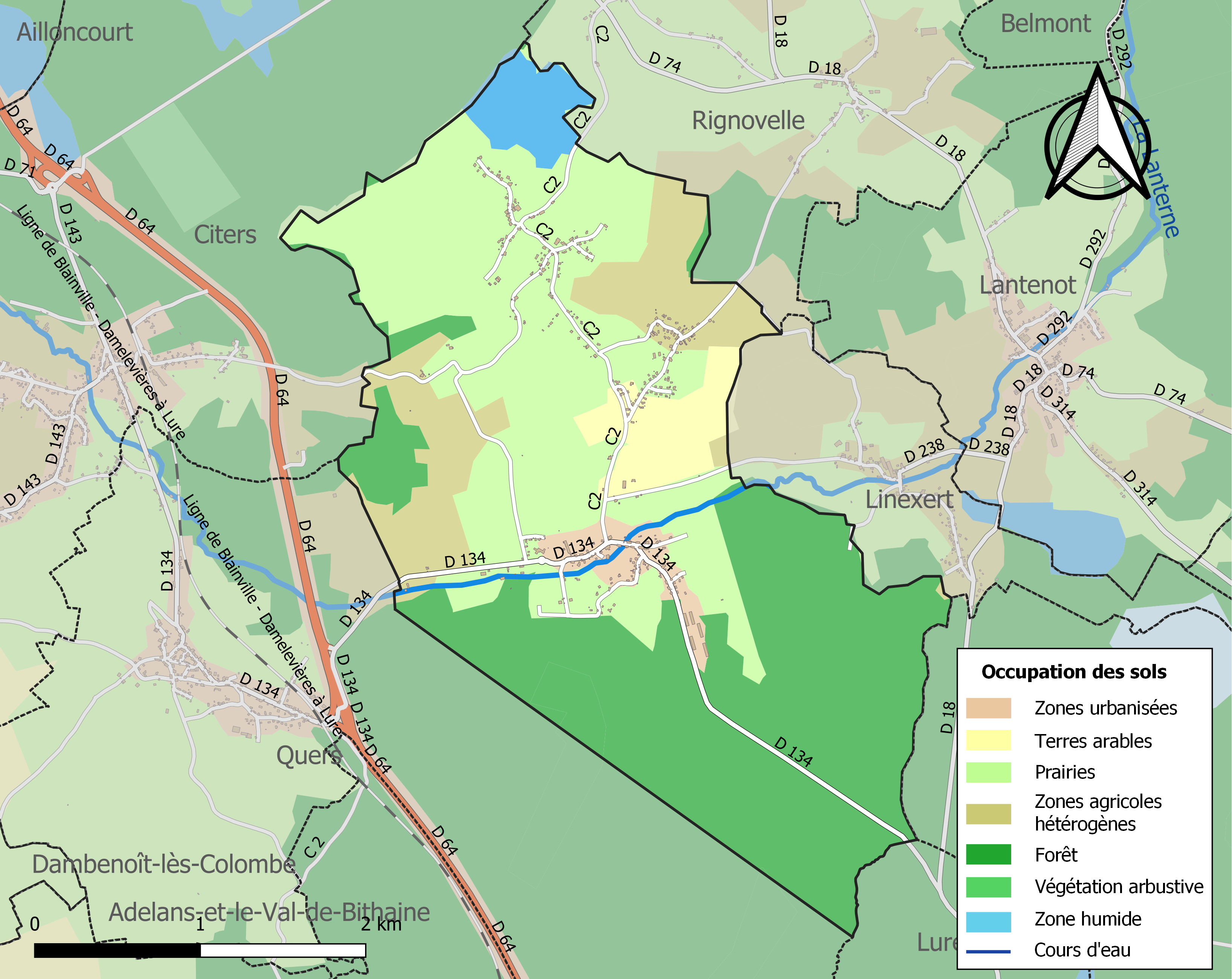
Carte des infrastructures et de l'occupation des sols de la commune en 2018 (CLC).

## Toponymie
Le nom de la localité est connu sous plusieurs formes depuis le Moyen Âge. Elles sont toutes similaires. La mention la plus ancienne du lieu est la Franche Vile en 1200, puis La Franchivile, puis la Fransche Vile en 1308, puis encore Franchevelle. L'élément -velle s'explique par une variante locale de l'appellatif toponymique ville au sens ancien de « domaine rural » ou de « village ». Le second sens de « village franc » convient mieux ici. Il se réfère sans doute aux franchises médiévales. Les terres des comtes de Bourgogne ont été affranchies de certains impôts et redevances avant les villages d’autres domaines voisins.
La présence de l'article défini la dans les formes anciennes, indique qu'il s'agit d'une création toponymique relativement tardive au Moyen Âge.
Franchevelle correspond aux Franqueville, Francheville du nord de la France et aux Villefranche plus au sud.

## Histoire

### Antiquité
Avant l'apparition de la localité, une voie romaine passait par ce qui deviendra plus tard Franchevelle. Elle est orientée du nord ouest vers le sud est de Luxeuil vers Belfort, son tracé était encore reconnaissable au XIXe siècle,.

### Moyen Âge
Le massacre de la Sainte Ursule par les Huns vers 451 ou 454 aurait eu lieu à proximité de la bourgade. Le nom de Franchevelle apparaît au milieu du XIIIe siècle : il désignait « le bois des franches communes » qui sont respectivement Adelans, Bouhans, Quers et Linexert. L'origine de ces appellations sont quelque peu méconnues.
En 1173, la princesse Béatrix héritière de la Comté, fille de Raynaud III fonde l’hôpital des lépreuses en assurant son fonctionnement financièrement,.
La commune a changé plusieurs fois de propriétaire durant les siècles suivants comme bon nombre de communes autour de Lure. En 1415, Franchevelle était citée parmi « les cinq plus grosses villes, plus aisiez » (orthographe correcte).
En 1277, Richard fils de Thierry III comte de Montbéliard fait hommage à Alix de Méranie comtesse palatine de Bourgogne de la terre de la Francheville.
Les archives du Doubs mentionnent de 1278 à 1544 les rentes et revenus de Faucogney sur  Franchevelle comme suzerain Alix de Bourgogne et son mari Philippe de Savoie, Richard fils de Thierry III comte de Montbéliard, Hugues de Bourgogne, Othon IV comte de Bourgogne. Ils ont conféré la seigneurie de Francheville à Jean de Neuf connétable, mari d’Isabelle de la Francheville puis à des gentilshommes de la terre de Faucogney,.

### Période moderne
Pendant la Guerre de 10 ans, comme pour les autres villages de la Comté, c’est une décennie de barbarie et de peste qu’a vécu Franchevelle. Ainsi, au recensement nominatif de la population de la Franche-Comté, il ne reste plus que 3 ménages en 1654 la population remonte à 6 ménages pour 26 personnes en 1657.
En 1664, le roi Philippe IV cède la baronnie de Faucogney avec la seigneurie de Franchevelle à la maison d'Aremberg. Plus tard, le fief de Franchevelle passe à la famille Henrion de Faucogney.
En 1782, Le marquis de Châteaurenaud obtient le fief par son mariage avec Barbe Henrion de Franchevelle,. Leur fils Antoine de Mailly, secrétaire de Voltaire, conventionnel signataire de la mort de Louis XVI, décède à Franchevelle en 1819. Les héritiers du château de Franchevelle et de ses terres sont la famille Bouvier puis Galmiche-Bouvier.,
Après la découverte du gisement de houille dans le secteur, le territoire communal est intégré en juin 1914 dans la Concession de Saint-Germain, d'une superficie de 5 308 ha. Aucun chantier d'exploitation n'a lieu, retardé par les guerres mondiales, les crises du charbon et l'incertitude d'une rentabilité.
Pendant l’occupation allemande de la Seconde guerre mondiale, la résistance de Franchevelle compte une quarantaine de maquisards. En représailles d’actions de la résistance, le château est détruit par la  Wehrmacht ainsi que le village incendié en 1944.
À la fin des années 1980, la commune accueillait les studios de la station FM locale Radio Vega.

## Politique et administration

### Rattachements administratifs et électoraux
La commune fait partie de l'arrondissement de Lure du département de la Haute-Saône, en région Bourgogne-Franche-Comté. Pour l'élection des députés, elle dépend de la deuxième circonscription de la Haute-Saône.
La commune faisait partie depuis 1805 du canton de Lure, puis, à la suite de sa division, du canton de Lure-Nord en 1985. Dans le cadre du redécoupage cantonal de 2014 en France, la commune est rattachée du canton de Lure-1.

### Intercommunalité
La commune était membre de la communauté de communes des Franches-Communes, créée le 31 décembre 2001 et qui regroupait 14 communes et environ 4 200 habitants.
Dans le cadre des dispositions de la loi du 16 décembre 2010 de réforme des collectivités territoriales, qui prévoit toutefois d'achever et de rationaliser le dispositif intercommunal en France, et notamment d'intégrer la quasi-totalité des communes françaises dans des EPCI à fiscalité propre dont la population soit normalement supérieure à 5 000 habitants, le schéma départemental de coopération intercommunale de 2011 a prévu la fusion des communautés de communes : 
- du Pays de Saulx, 
- des grands bois 
- des Franches Communes (sauf  Amblans et Genevreuille), 
et en y rajoutant la commune isolée de Velorcey, afin de former une nouvelle structure regroupant 42 communes et environ 11 200 habitants.
Cette fusion est effective depuis le 1er janvier 2014 et a permis la création, à la place des intercommunalités supprimées, de  la Communauté de communes du Triangle Vert.

### Liste des maires

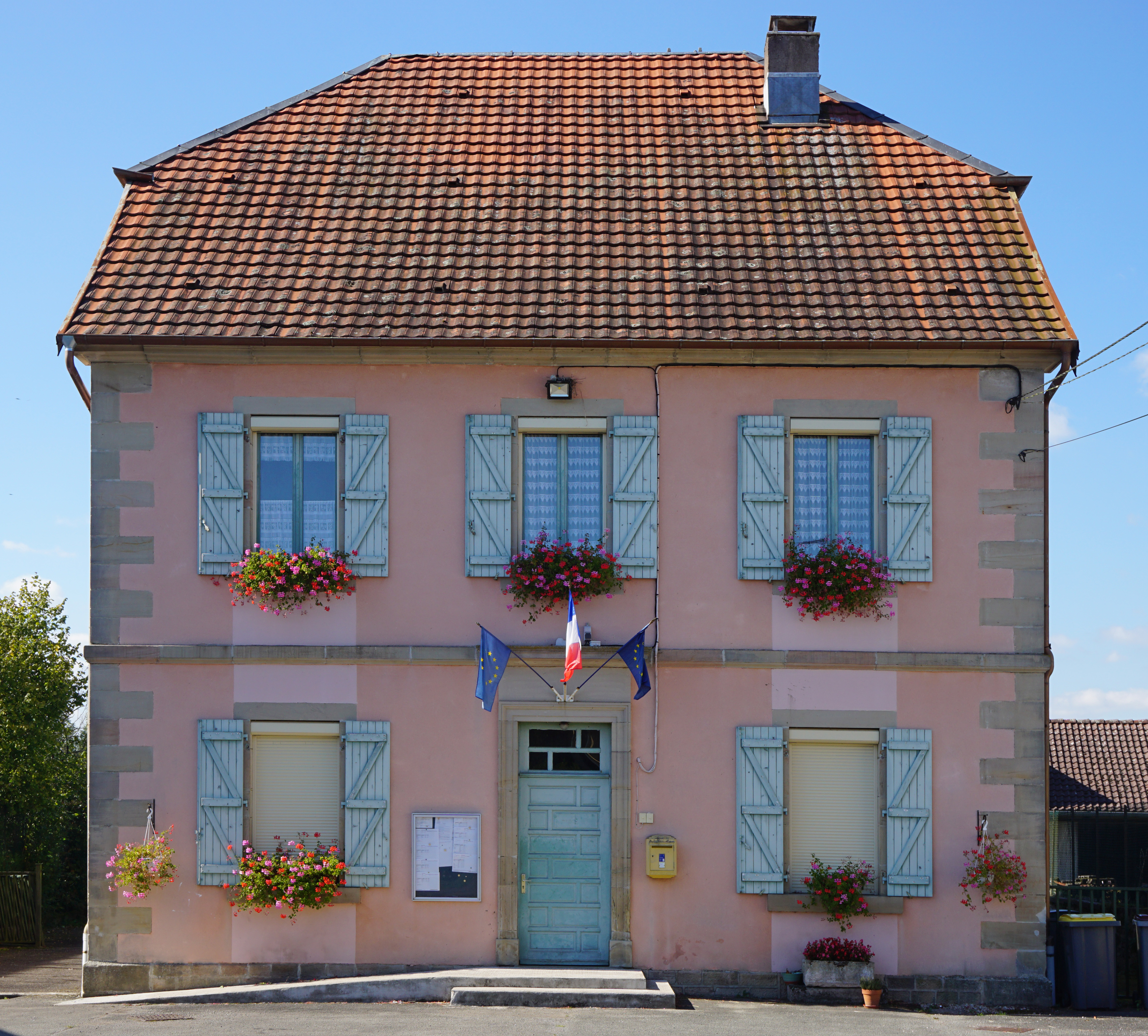
L'ancienne mairie de Franchevelle.

| Période                                  | Période                   | Identité        | Étiquette | Qualité |
| ---------------------------------------- | ------------------------- | --------------- | --------- | --- |
| Les données manquantes sont à compléter. |                           |                 |           | |
| juin 1995                                | En cours (au 26 mai 2020) | Raymond Bilquez | LR        | Retraité Président de l'ex-CC des Franches-Communes ( ? → 2013) Président de la CC du Triangle Vert (2014 → 2020) Vice-président du SIED-70 (2014 → ) Réélu pour le mandat 2020-2026 |

## Démographie
On dénombrait 20 ménages en 1614. En 2022, la commune de Franchevelle comptait 486 habitants. À partir du XXIe siècle, les recensements réels des communes de moins de 10 000 habitants ont lieu tous les cinq ans. Les autres « recensements » sont des estimations.
| 1793 | 1800 | 1806 | 1821 | 1831 | 1836 | 1841 | 1846 | 1851 |
| ---- | ---- | ---- | ---- | ---- | ---- | ---- | ---- | ---- |
| 397  | 435  | 519  | 598  | 601  | 567  | 572  | 527  | 539  |

| 1856 | 1861 | 1866 | 1872 | 1876 | 1881 | 1886 | 1891 | 1896 |
| ---- | ---- | ---- | ---- | ---- | ---- | ---- | ---- | ---- |
| 497  | 491  | 487  | 466  | 500  | 554  | 529  | 506  | 488  |

| 1901 | 1906 | 1911 | 1921 | 1926 | 1931 | 1936 | 1946 | 1954 |
| ---- | ---- | ---- | ---- | ---- | ---- | ---- | ---- | ---- |
| 461  | 483  | 492  | 427  | 385  | 354  | 333  | 283  | 259  |

| 1962 | 1968 | 1975 | 1982 | 1990 | 1999 | 2004 | 2006 | 2009 |
| ---- | ---- | ---- | ---- | ---- | ---- | ---- | ---- | ---- |
| 266  | 264  | 242  | 233  | 296  | 310  | 333  | 348  | 410  |

| 2014 | 2019 | 2022 | - | - | - | - | - | - |
| ---- | ---- | ---- | - | - | - | - | - | - |
| 414  | 451  | 486  | - | - | - | - | - | - |

## Économie
L'économie est essentiellement agricole laitière et fruits rouges.

## Culture locale et patrimoine

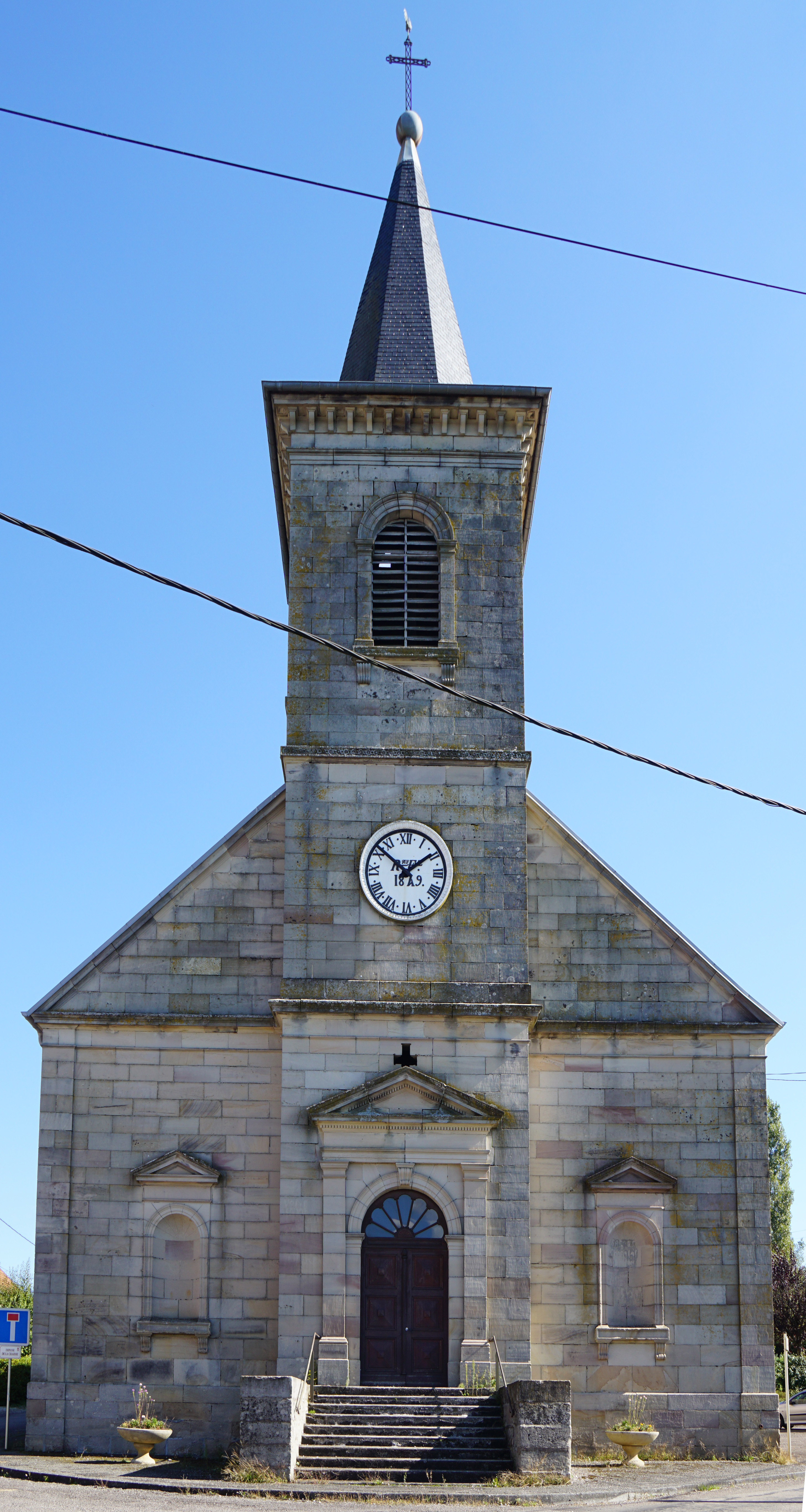
L'église.

### Lieux et monuments

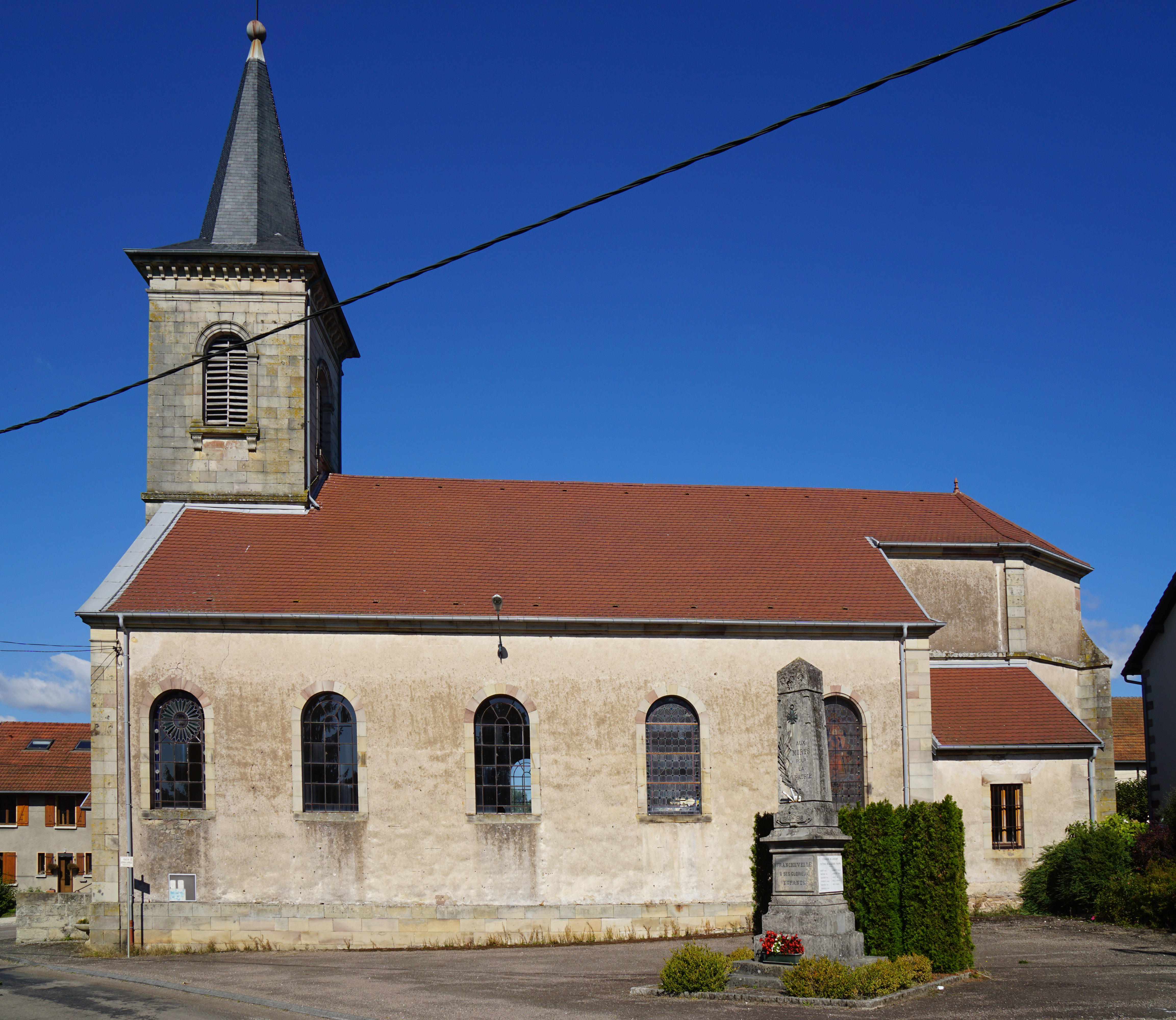
L'église Saint-Vaudre.
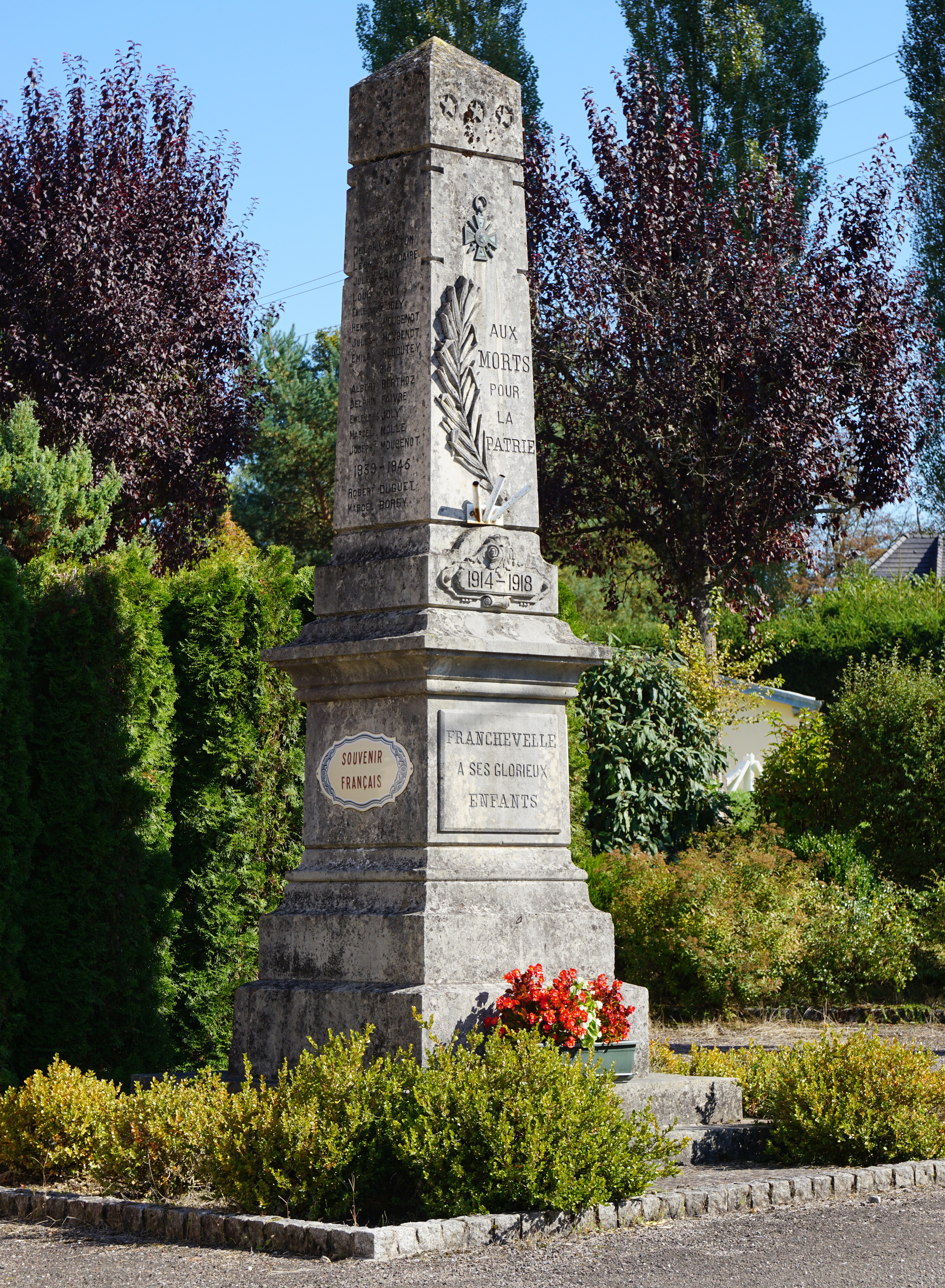
Monument aux morts.
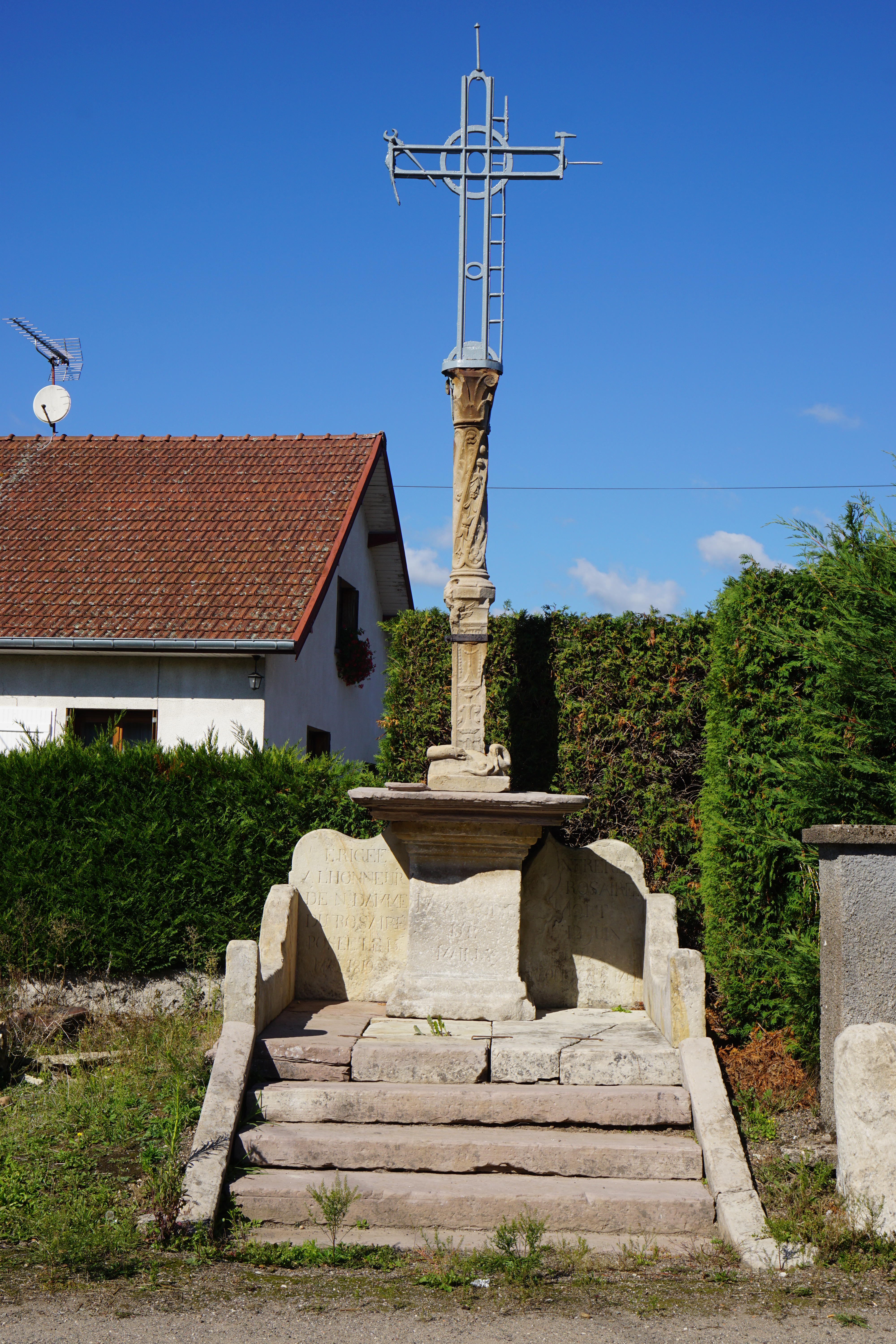
Croix.
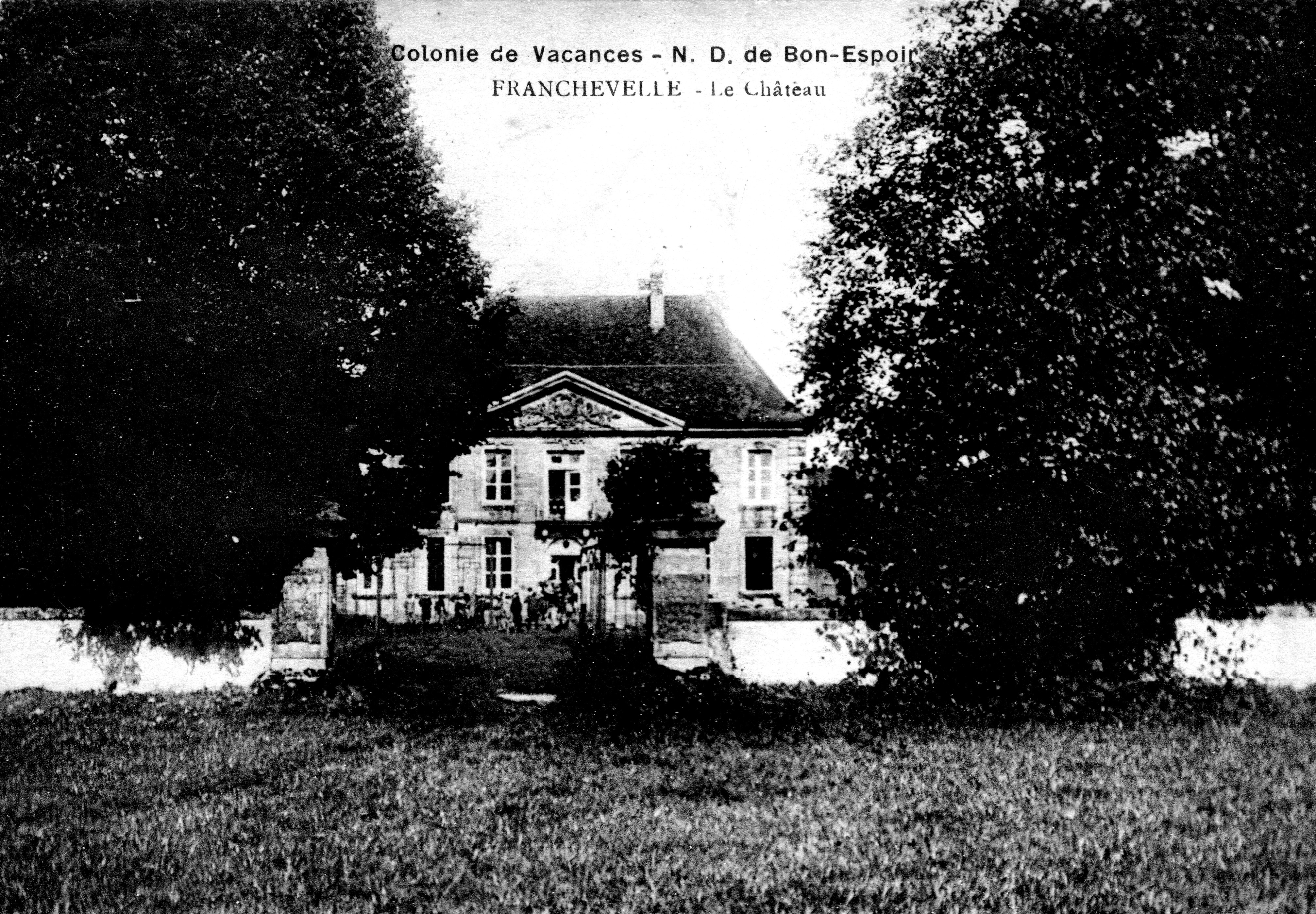
Château de Franchevelle détruit par les Allemands en 1944.
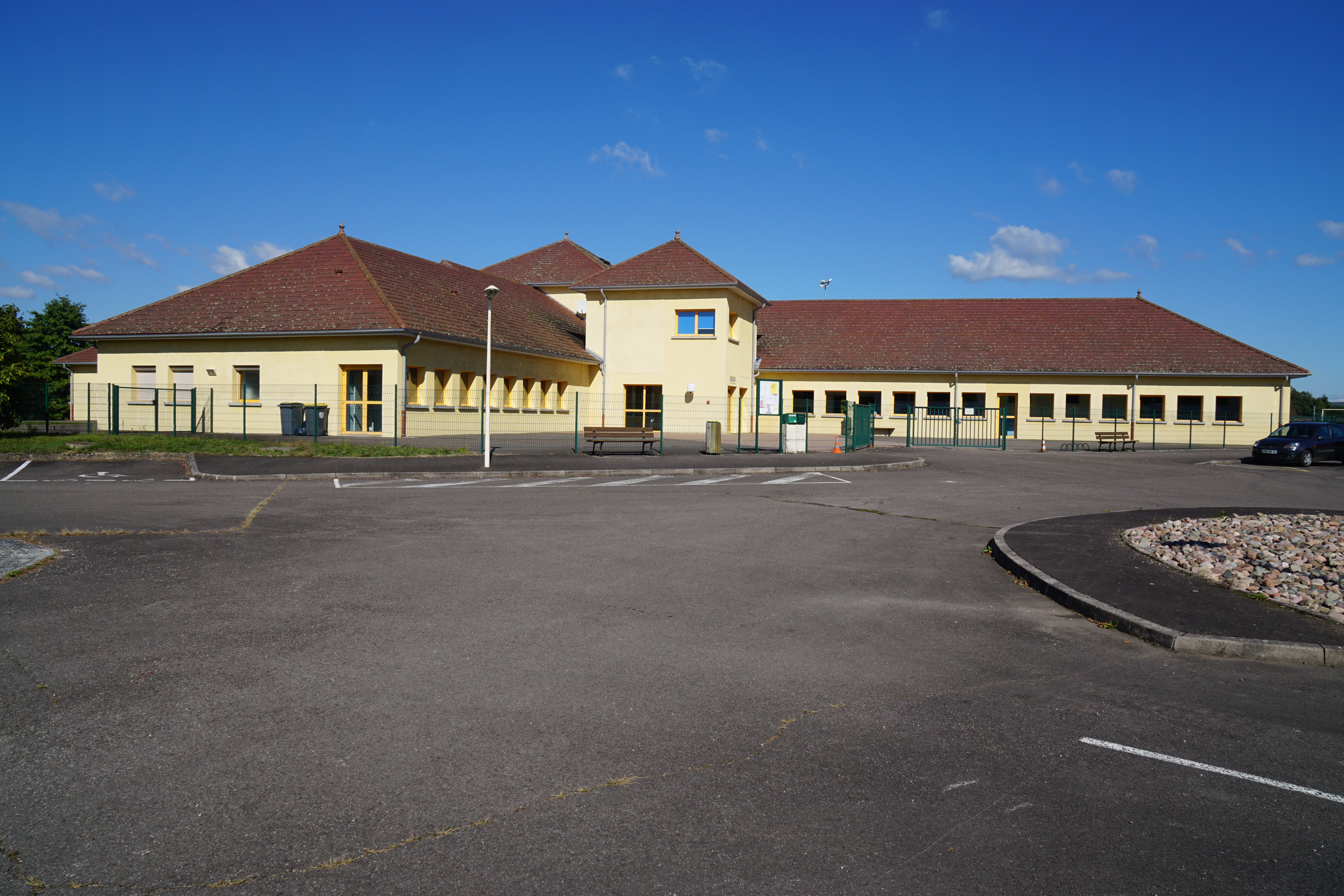
Pôle éducatif

### Personnalités liées à la commune
- Antoine de Mailly (25 novembre 1742 - 12 juin 1819) a été  secrétaire de Voltaire, premier président de la Société d’agriculture, sciences et arts de la Haute-Saône et premier maire de Vesoul. Il a été enterré à Franchevelle[40].
- Jean-Baptiste-Joseph Bouvier (9 avril 1770 - 18 novembre 1812, Krasnoë Russie) : Napoléon Ier lui a conféré le titre de baron d'Empire, il est mort lors de la campagne de Russie.
- Claude-Joseph-Hippolyte Bouvier (8 ventôse an X - 4 mars 1876, Franchevelle) : baron, fils du baron Jean-Baptiste-Joseph Bouvier partage son travail entre Vesoul et Franchevelle.
- Charles Roger Galmiche-Bouvier (3 août 1838 - 1894, Franchevelle), petit-fils du député Nicolas Galmiche, il a repris le château de Franchevelle et les terres agricoles de son grand-oncle le baron Jean-Baptiste-Joseph Bouvier. Il s'est dévoué entièrement à la cause agricole.

### Héraldique
| Blason de Franchevelle | Blason  | De gueules au chevron d’argent chargé de quatre burelles ondées d’azur, accompagné en chef de cinq étoiles d’argent ordonnées en sautoir accostées de deux rameaux, de hêtre à dextre et de chêne à senestre, feuillés de trois pièces et fruités de deux, et en pointe d’un lis de jardin d’argent tigé et feuillé d’or, ses pistils de même. |
| Blason de Franchevelle | Détails | Le statut officiel du blason reste à déterminer. |

### articles connexes
- Liste des communes de la Haute-Saône
- Liste des anciennes communes de la Haute-Saône
- Région des Mille étangs